# Ensenada de Dayaniguas
La ensenada de Dayaniguas es un accidente geográfico del sur de la isla de Cuba.

## Historia
Se halla en la costa meridional de la isla, entre las desembocaduras de los ríos de San Diego y de los Palacios. Aparece descrita en el segundo tomo del Diccionario geográfico, estadístico, histórico, de la isla de Cuba de Jacobo de la Pezuela de la siguiente manera:

Dayaniguas. (ensenada de) Se halla en la costa meridional de la isla, comprendida entre las bocas de los rios de San Diego y de los Palacios, con un embarcadero en la playa donde existen almacenes y baños de mar. Sirve de escala frecuentadísima á los vapores de la Vuelta-Abajo, y esta playa es de las mas estensas que se encuentran en la parte oriental de la costa del S. de la isla. J. de San Cristóbal, Part.º de los Palacios.
(Pezuela, 1863, p. 240)